# 사마리아 오경

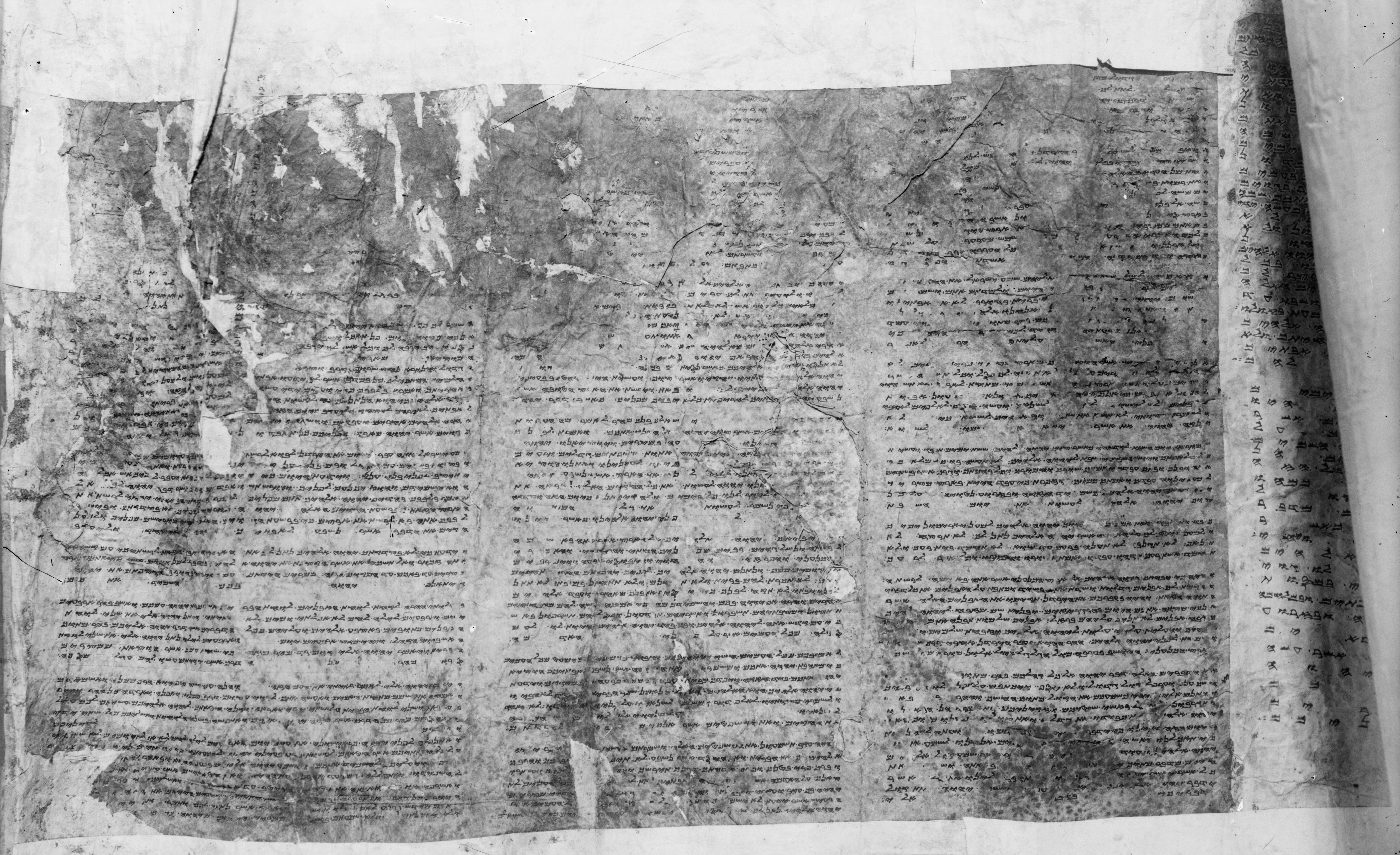
사마리아 오경의 사본

사마리아 오경은 사마리아 토라라고도 불리며(사마리아 히브리어: ‮ࠕࠦ‬ࠅࠓࠡࠄTūrā) 사마리아인의 경전이다. 사마리아 문자로 기록되었으며, 제2성전기에 존재했던 토라의 고대 판본 중 하나로 거슬러 올라간다. 이는 사마리아교의 전체 성경 정경을 구성한다.
사마리아 오경과 유대인의 마소라 본문 사이에는 약 6,000가지의 차이가 존재한다. 대부분은 단어의 철자나 문법적 구조의 사소한 변형이지만, 일부는 게리짐산에 제단을 세우라는 사마리아인만의 고유한 계명과 같이 중요한 의미론적 변화를 포함한다. 이러한 본문 변형 중 약 2,000개는 코이네 그리스어 70인역과 일치하며, 일부는 라틴 불가타와도 공유된다. 사마리아인들은 역사적으로 사마리아 오경의 아람어, 그리스어, 아랍어 번역본뿐만 아니라 이를 기반으로 한 전례 및 주석 작품들을 사용해왔다.
사마리아 오경은 1631년 서구 세계에 처음 알려졌으며, 사마리아 문자의 첫 번째 예시를 제공하고 마소라 본문과의 상대적 연대에 대한 치열한 신학적 논쟁을 촉발시켰다. 나중에 아우구스트 폰 갈에 의해 코덱스 B로 명명된 이 최초 출판본은 20세기 후반까지 대부분의 서구 본문비평 사마리아 오경 비판본의 원천이 되었다. 오늘날 이 코덱스는 프랑스 국립도서관에 소장되어 있다. 사해 문서에서 발견된 일부 오경 사본들은 "전(前)사마리아" 본문 유형을 담고 있는 것으로 확인되었다.

## 기원과 정경적 의의

### 사마리아인의 전통

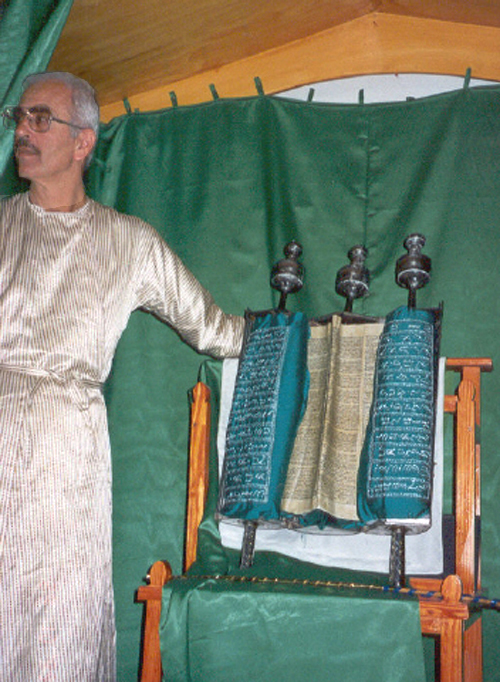
사마리아인과 사마리아 토라

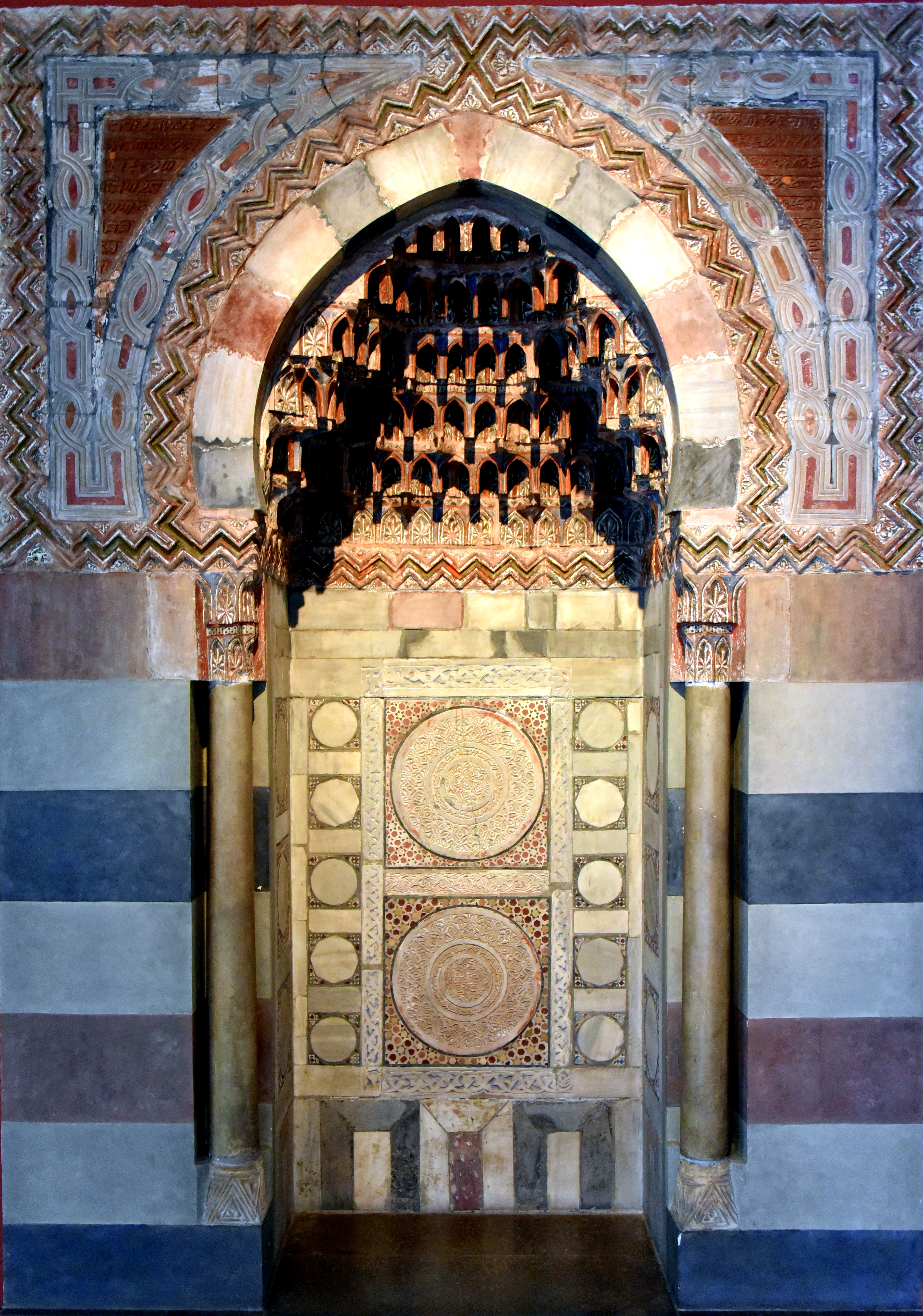
사마리아 문자로 된 토라 인용문. 시리아 다마스쿠스의 사마리아인 집에서 발견된 벽감(15세기~16세기 CE). 이슬람 미술관, 베를린.

사마리아인들은 자신들의 모세오경이 하느님께서 저술하시고 모세에게 십계명이 새겨진 돌판과 함께 첫 사본을 주셨다고 믿는다. 그들은 이 신성하게 저술된 텍스트를 오늘날까지 변함없이 보존하고 있다고 믿는다. 사마리아인들은 흔히 자신들의 오경을 사마리아 히브리어: ࠒࠅࠔࠈࠄ (Qušṭā, '진리')라고 부른다.
사마리아인들은 오직 오경만을 자신들의 성경 정경에 포함한다. 그들은 유대인의 타나크에 있는 다른 어떤 책의 신성한 저작권이나 영감도 인정하지 않는다. 타나크의 여호수아기를 부분적으로 기반으로 한 사마리아 여호수아기가 존재하지만, 사마리아인들은 이를 정경이 아닌 세속적인 역사 연대기로 간주한다.
성경 에즈라기 (에즈라 4:11)에 근거한 견해에 따르면, 사마리아인들은 페르시아 시대에 유다 사람들(유다인들)과 갈라선 사마리아 지역 사람들이다. 사마리아인들은 기원전 11세기경 엘리 시대에 진정한 이스라엘 전통과 율법에서 벗어난 것은 자신들이 아니라 유대인들이라고 믿는다.

### 학문적 관점
현대 학문은 사마리아 공동체의 형성을 바빌론 유수 이후에 일어난 사건들과 연결한다. 한 가지 견해는 사마리아인들이 북이스라엘 왕국의 백성들이 유다 왕국에서 분리된 것이라는 것이다. 또 다른 견해는 기원전 432년경 산발랏의 사위인 므나쎄가 사마리아에 공동체를 세웠을 때 사건이 발생했다는 것인데, 이는 느헤미야기 13:28과 플라비우스 요세푸스의 유대 고대사에 기록되어 있다. 그러나 요세푸스는 이 사건과 세겜의 성전 건축을 알렉산드로스 대왕 시기로 거슬러 올라간다. 다른 이들은 민족 간의 진정한 분열이 하스몬 시대에, 즉 기원전 128년에 요한 히르카노스에 의해 게리짐산의 성전이 파괴되었을 때까지 일어나지 않았다고 믿는다.
사마리아 오경의 문체, 70인역과의 여러 지점에서의 밀접한 연관성, 그리고 현행 마소라 본문과의 더욱 긴밀한 일치는 모두 기원전 122년경의 연대를 시사한다. 1982년부터 이츠하크 마겐이 수행한 발굴 작업은 게리짐산의 성전 건축물들이 기원전 5세기 중반으로 확실히 연대를 정했으며, 에즈라와 느헤미야의 동시대인인 산발랏이 건축했으며, 요세푸스가 언급한 산발랏보다 100년 이상 앞선다.
오경이 유대 유대 공동체와의 최종 분열 이전에 사마리아인들의 신성한 경전으로 채택되었다는 것은 그 지역에서 이미 정경적 권위로 널리 받아들여지고 있었음을 보여주는 증거이다.

## 다른 판본과의 비교

### 마소라 본문

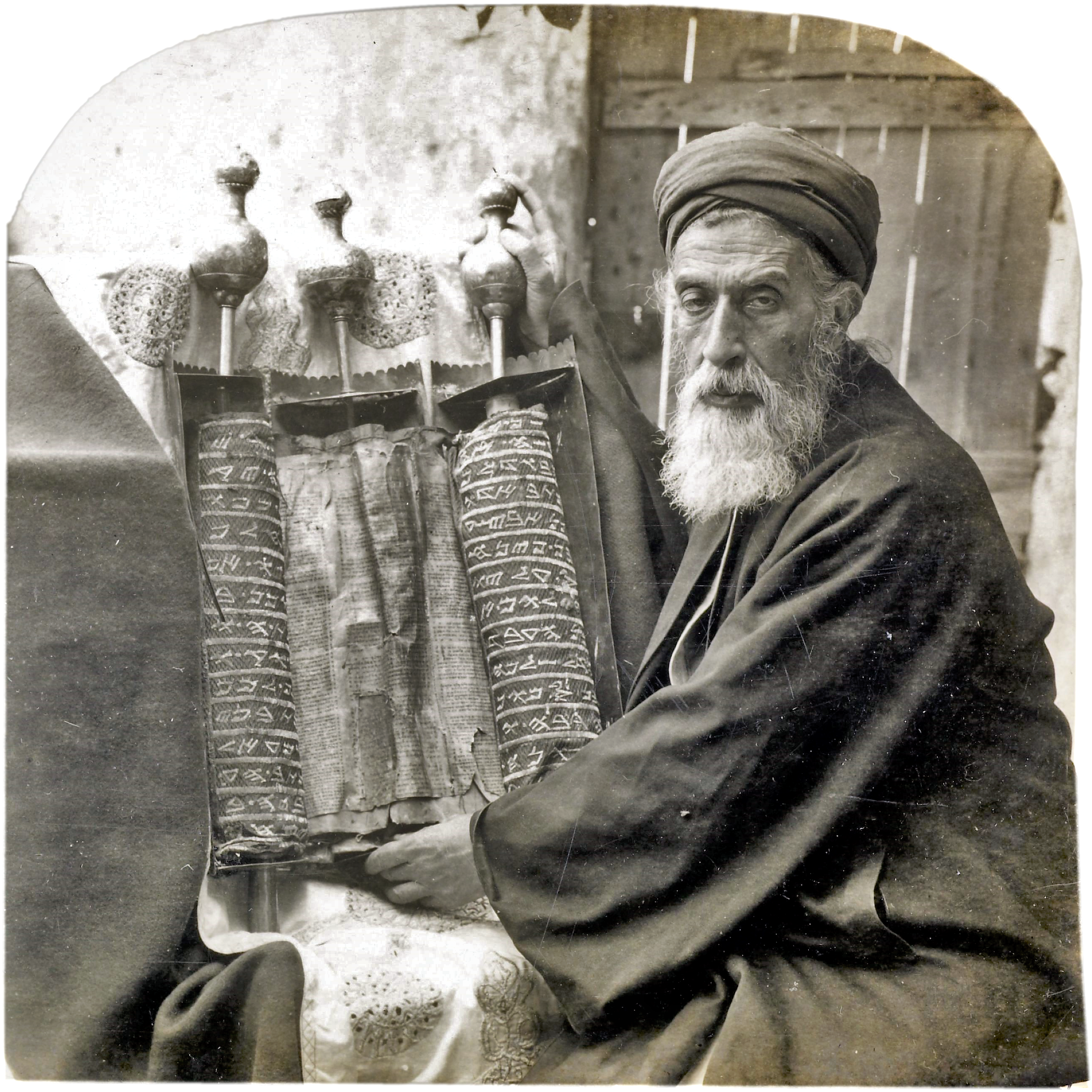
사마리아 대제사장과 아비샤 두루마리, 1905년

사마리아 오경 사본들은 마소라 오경에서 사용된 것과는 다른 문자로 기록되어 있다. 사마리아 텍스트는 바빌론 유수 이전에 이스라엘 공동체가 사용했던 고대 히브리 문자에서 파생된 사마리아 문자로 쓰여 있다. 바빌론 유수기 동안 유대인들은 바빌론인들의 아람 문자를 기반으로 한 아슈리 문자를 채택했으며, 이는 현대 히브리 문자로 발전했다. 원래 사마리아 오경의 모든 사본은 사마리아 문자의 글자만을 사용하여 기록된 무모음 텍스트로 구성되었다. 12세기부터 일부 사본에서는 마소라 사본에서 사용된 유대인의 티베리아식 모음 구분과 유사한 부분적인 모음 구분이 나타난다. 최근에는 완전한 모음 구분을 가진 사본들도 제작되었다. 사마리아 오경 본문은 904개의 단락으로 나뉜다. 텍스트 섹션 간의 구분은 다양한 선, 점 또는 별표 조합으로 표시되며, 단어 간의 구분은 점으로 표시된다.
런던 폴리글롯은 사마리아 오경이 마소라 본문과 6,000가지 다른 사례를 나열한다. 사마리아 오경의 인쇄본은 각기 다른 사본들을 기반으로 하기 때문에, 정확한 숫자는 판본마다 크게 다르다. 이러한 차이들 중 중요한 것은 극소수이다. 대부분은 단순히 철자 차이로, 주로 비슷한 모양의 히브리어 글자에 관한 것이다. 마소라 오경에 비해 사마리아 오경에서 더 많은 모음 기호 사용, 문장 내 단어의 다른 위치, 그리고 일부 동사 구조를 동등한 것으로 대체하는 것 등이다. 두 판본을 비교하면 사마리아 판본이 마소라 본문에 el이 있는 곳에 히브리어 전치사 al을 선호하는 경향이 나타난다.
두 본문 사이의 가장 주목할 만한 실질적인 차이는 사마리아인들의 예배 장소인 게리짐산과 관련된 부분이다. 십계명의 사마리아 판본에는 모든 제물을 바쳐야 할 제단을 게리짐산에 세우라는 명령이 포함되어 있다. 사마리아 오경에는 다음 단락이 포함되어 있으며, 이는 유대교 판본에는 없는 내용이다.
그리고 주 하느님께서 당신을 소유하게 될 가나안 땅으로 데려오시면, 당신은 그곳에 큰 돌들을 세우고 회반죽으로 바르고 이 율법의 모든 말씀을 돌에 기록해야 한다. 그리고 오늘 내가 당신에게 명하는 이 돌들을 요르단 건너편, 게리짐산에 세워야 한다. 그리고 그곳에 당신의 주 하느님을 위한 제단을 쌓아야 한다. 돌 제단으로. 당신은 그 위에 쇠를 휘두르지 말아야 한다. 온전한 돌들로 당신의 주 하느님을 위한 제단을 쌓아야 한다. 그리고 그 위에 당신의 주 하느님께 번제물을 가져오고, 화목 제물을 희생시키며, 그곳에서 먹고 당신의 주 하느님 앞에서 기뻐해야 한다. 이 산은 요르단 건너편, 해 뜨는 방향 뒤편, 길갈 앞 사막에 거하는 가나안 땅에 있으며, 알빈 마라 옆, 세겜 앞이다.

또 다른 중요한 차이점은 신명기 27장 4절이다. 유대교 본문에 따르면, 이스라엘인들은 약속의 땅에 들어가 에발산에 제단을 세우라는 지시를 받았지만, 사마리아 본문은 약속의 땅에 이스라엘인들이 처음 세울 제단이 게리짐산에 세워져야 한다고 명시하고 있다. 몇 절 뒤, 유대교와 사마리아 본문 모두 이스라엘인들에게 약속의 땅에 들어간 후 두 가지 의식을 거행하라고 지시한다. 하나는 게리짐산에서 축복을 선언하는 것이고, 다른 하나는 에발산에서 저주를 선포하는 것이다. 1946년에 사해 문서가 발견되었는데, 여기에는 알려진 가장 오래된 토라 판본이 포함되어 있다. 신명기 27장 4-7절에서 사해 문서 파편들은 "에발" 대신 "게리짐"을 언급하고 있는데, 이는 사마리아 판본이 원래의 읽기였을 가능성이 높다는 것을 시사한다.
사마리아 본문과 마소라(유대교) 본문 사이의 다른 차이점은 다음과 같다.
- 민수기 12장 1절에서,[32] 사마리아 오경은 모세의 아내를 '아름다운 여인'으로 번역되는 카아셰트로 언급하는 반면, 유대교 판본과 유대교 주석들은 사용된 단어가 '검은 여인' 또는 '쿠시인 여인'을 의미하는 쿠시라고 제시한다. 따라서 사마리아인들에게는 모세가 평생 동안 십보라 한 아내만 두었지만, 유대교 자료들은 일반적으로 모세가 십보라와 두 번째 익명의 쿠시인 여인, 두 아내를 두었다고 이해한다.[33]

- 사마리아 오경은 하느님 묘사에 있어 의인화된 언어를 덜 사용하며, 유대교 판본이 직접 하느님께 돌리는 행동을 중간자들이 수행하도록 묘사한다. 유대교 본문이 야훼를 "전쟁의 용사"(출애굽기 15:3)로 묘사하는 반면,[34] 사마리아 본문은 "전쟁의 영웅"이라고 하며, 이는 영적인 존재에게 적용되는 구절이다.
- 민수기 23장 4절에서,[35] 사마리아 본문은 "하느님의 천사가 발람을 만났다"고 읽는 반면, 유대교 본문은 "하느님이 발람을 만났다"고 읽는다.[36]

- 창세기 50장 23절에서,[37] 유대교 본문은 요셉의 손자들이 "요셉의 무릎에서" 태어났다고 말하는 반면, 사마리아 본문은 그들이 "요셉 시대에" 태어났다고 말한다.[38]

- 약 34가지 경우에 사마리아 오경은 오경의 다른 부분에서도 발견되는 텍스트의 반복을 한 섹션에 포함하고 있다.[22] 이러한 반복은 유대교 본문에서도 암시되거나 전제되지만, 명시적으로 기록되어 있지는 않다. 예를 들어, 출애굽기의 사마리아 본문은 여러 번 모세가 파라오에게 하느님께서 이전에 모세에게 지시한 내용을 정확히 반복해서 말하는 것을 기록하고 있는데, 이는 유대교 본문과 비교하여 텍스트가 반복적으로 보이게 한다.[22] 다른 경우, 사마리아 오경은 유대교 본문에는 없는 주어, 전치사, 불변화사, 동격어, 그리고 단일 구절 내에서 단어와 구절의 반복을 포함한다.[22]

### 70인역과 라틴 불가타
사마리아 토라는 70인역과 라틴 불가타와 자주 일치한다. 70인역 본문은 마소라 본문과 6,000가지 차이 중 약 1,900가지 경우에서 사마리아 본문과 일치한다. 이러한 일치 중 상당수는 중요하지 않은 문법적 세부 사항을 반영하지만, 일부는 중요하다. 예를 들어, 출애굽기 12장 40절은 사마리아 본문과 70인역 모두에서 다음과 같이 읽힌다.
이스라엘 자손과 그 조상들이 가나안 땅과 이집트에 거주한 기간은 사백삼십 년이었더라.

마소라 본문에는 다음과 같이 읽힌다.
이스라엘 자손이 이집트에 거주한 기간은 사백삼십 년이었더라.

라틴 불가타의 구절들도 마소라 본문과 대조적으로 사마리아 본문과 일치하는 부분이 있다. 예를 들어, 창세기 22장 2절에서, 사마리아 오경은 이사악의 묶임과 희생을 "모레 땅"(히브리어: מוראה)에 위치시키는 반면, 유대교 오경은 "모리야 땅"(히브리어: מריה)에 위치시킨다. 사마리아의 "모레"는 세겜과 현대의 나블루스 주변, 즉 게리짐산이 위치한 지역을 묘사하는 반면, 유대인들은 이 땅이 예루살렘의 모리야산과 같다고 주장한다. 불가타는 이 구절을 in terram visionis('환상의 땅에서')로 번역하는데, 이는 제롬이 '모레'라는 읽기에 익숙했음을 의미하며, 이 히브리어 단어의 세 문자 어근은 '환상'을 암시한다.

## 본문 비평에서의 중요성에 대한 평가

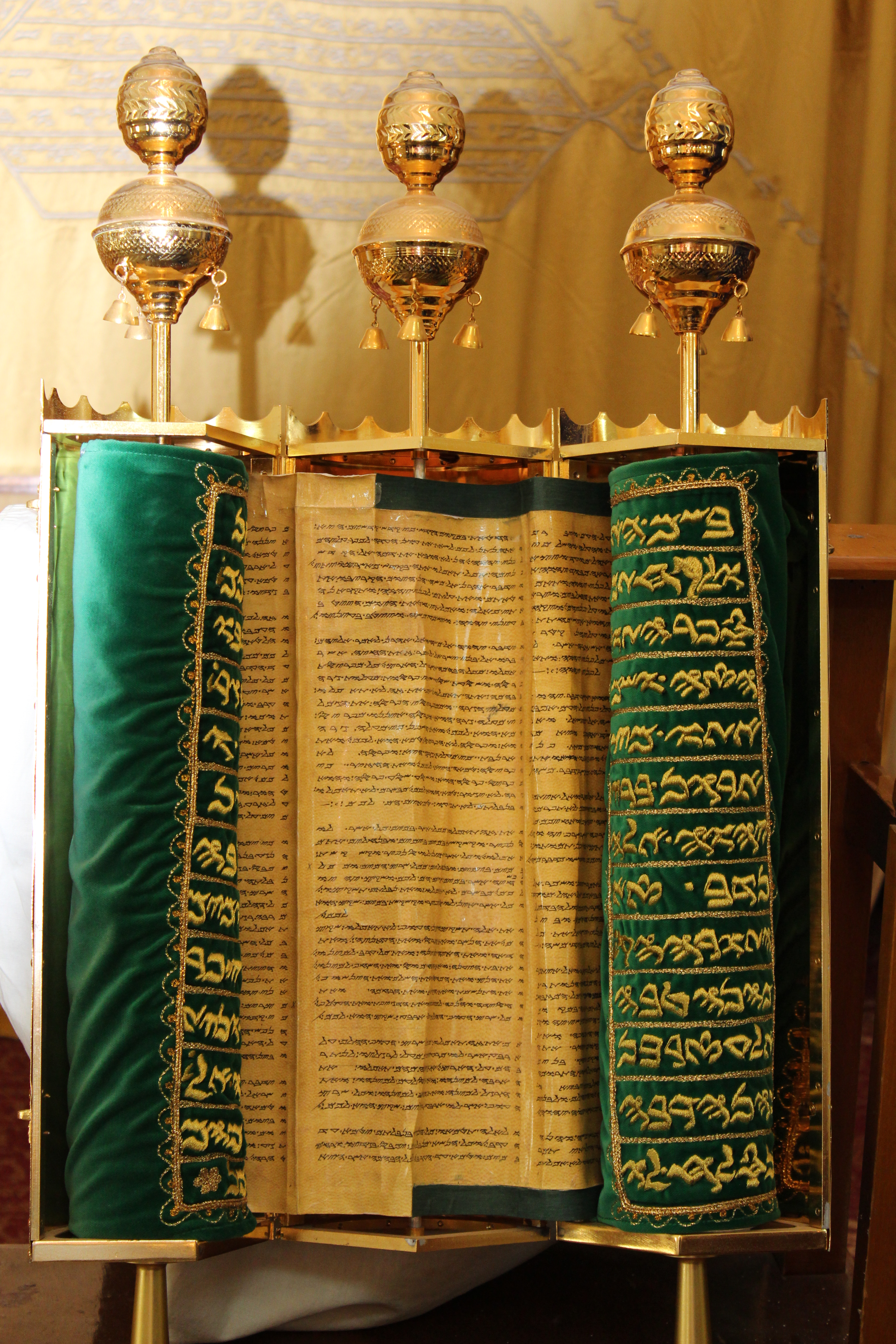
게리짐산 사마리아 회당에 보존된 사마리아 토라 두루마리

사마리아 오경에 대한 최초의 기록된 평가는 랍비 문학과 1천년기의 초기 교부들의 저술에서 발견된다. 탈무드는 엘르아자르 벤 시므온이라는 랍비 유대인이 사마리아 서기관들을 비난하며 "너희는 너희의 오경을 위조했다... 그리고 너희는 그것으로 아무 이득도 얻지 못했다"고 기록한다.
일부 초기 기독교 작가들은 사마리아 오경이 본문비평에 유용하다고 생각했다. 알렉산드리아의 키릴로스, 가자 출신 프로코피우스 등은 히브리어 본문에는 없지만 사마리아 오경에는 존재하는 특정 단어들에 대해 언급했다. 에우세비우스는 "그리스어 번역본[성경]도 히브리어와 다르지만, 사마리아 본문과는 그리 다르지 않다"고 기록하며, 노아의 홍수부터 아브라함까지 경과된 연수에 대해 70인역이 사마리아 오경과 일치한다고 지적한다. 사마리아 오경에 대한 기독교의 관심은 중세 동안 소홀해졌다.
17세기 유럽에서 사마리아 오경 사본이 출판되면서 이 본문에 대한 관심이 다시 불붙었고, 개신교와 로마 가톨릭교회 사이에 어떤 구약성경 본문 전통이 권위가 있는가에 대한 격렬한 논쟁을 불러일으켰다. 로마 가톨릭교회는 본문의 고대성과 70인역 및 라틴 불가타와의 일치성 때문에 사마리아 오경 연구에 특히 관심을 보였다. 장 모린을 포함한 일부 가톨릭 신자들은 사마리아 오경이 라틴 불가타 및 70인역과 일치한다는 점이 마소라 본문보다 더 진정한 히브리어 본문을 나타낸다고 주장했다. 몇몇 개신교 신자들은 마소라 본문의 권위를 옹호하며 사마리아 본문이 마소라 본문에서 파생된 후기적이고 신뢰할 수 없는 것이라고 주장했다.

18세기 히브리어 학자 벤저민 케니콧의 사마리아 오경 분석은 초기 개신교 연구의 일반적인 경향에서 주목할 만한 예외이다. 그는 마소라 본문이 오경의 권위 있는 히브리어 판본으로 더 널리 받아들여졌다는 이유만으로 더 진정성이 있어야 한다는 근본적인 가설에 의문을 제기했다.
우리는 한 본문의 증거가 다른 본문의 증거를 파괴하고, 실제로는 판본의 권위에 대항하는 판본의 권위가 있기 때문에, 어느 쪽의 부패를 확정할 확실한 논거 또는 어떤 논거도 여기서 도출할 수 없음을 알 수 있습니다.
케니콧은 또한 게리짐산이 축복을 선포하는 산이고 매우 푸르고 식물이 풍부하다는 점(황량하고 저주를 선포하는 산인 에발산과 대조적으로)을 비롯한 다른 주장들을 들어 게리짐 읽기가 실제로 원문일 수 있다고 말한다.
독일 학자 빌헬름 게제니우스는 1815년에 사마리아 오경에 대한 연구를 출판했는데, 이는 다음 세기 동안 성경 학자들로부터 널리 받아들여졌다. 그는 70인역과 사마리아 오경이 "알렉산드리아-사마리아"라고 명명한 히브리어 사본 계통의 공통된 원본을 공유한다고 주장했다. 예루살렘에서 신중하게 보존되고 필사된 원(原)-마소라 "유대" 사본과 대조적으로, 그는 알렉산드리아-사마리아 본문이 필사자들에 의해 부주의하게 다루어져 텍스트가 대중화되고 단순화되며 확장되었다고 보았다. 게제니우스는 사마리아 본문이 마소라 본문과 비교했을 때 단지 네 가지 유효한 변이만 포함한다고 결론 내렸다.
1915년 파울 칼레는 사마리아 본문의 구절들을 신약성경과 위경 본문(예: 희년서, 에녹서, 모세의 승천)에 인용된 오경 본문들과 비교한 논문을 발표했다. 그는 사마리아 오경이 "많은 진정한 고대 판독과 오경의 고대 형태"를 보존하고 있다고 결론 내렸다.
칼레의 주장을 지지하는 증거는 사해 문서에서 발견된 성경 사본들에 의해 강화되었는데, 이 사본들은 사마리아 오경과 유사한 본문을 포함하고 있다. 사해 문서 본문들은 사마리아 오경과 유사한 오경 본문 유형이 기원전 2세기, 심지어 그 이전으로 거슬러 올라간다는 것을 보여주었다.

이러한 발견들은 출애굽기와 민수기와 같이 오경의 적어도 일부에 대해 "전 사마리아" 본문을 담고 있는 사본들이 "전 마소라" 본문을 담고 있는 다른 사본들과 함께 유통되었음을 보여주었다. 출애굽기 사본 중 하나인 4QpaleoExodm은 사마리아 오경과 특히 밀접한 관계를 보인다.
이 두루마리는 사마리아 오경의 모든 주요 유형학적 특징을 공유하며, 현존하는 모든 주요 확장(12개)을 포함한다. 단, 신명기 11장과 27장에 따라 출애굽기 20장에 삽입된 게리짐산 제단에 관한 새로운 열 번째 계명만은 예외이다.
프랭크 무어 크로스는 자신의 지역 텍스트 가설의 맥락에서 사마리아 오경의 기원을 설명했다. 그는 사마리아 오경이 에레츠 이스라엘에 지역적인 사본 전통에서 비롯되었다고 본다. 70인역의 바탕이 되는 히브리어 본문은 이스라엘인들이 이집트로 이주하면서 오경 사본을 가져감에 따라 이스라엘 전통에서 분기되었다. 크로스는 사마리아 오경과 70인역이 마소라 본문에는 없는 변형들을 공유하며, 그들의 차이는 독립적인 지역 텍스트 전통으로서 발전한 시기를 반영한다고 말한다. 고풍스럽고 의사 고풍스러운 형태를 바탕으로 크로스는 사마리아 오경이 독특한 사마리아 텍스트 전통으로 등장한 시기를 마카베오 이후 시대로 추정한다.

## 파생 작품

### 번역본
사마리아 아람어로 작성된 사마리아 타르굼은 사마리아 오경의 가장 초기 번역본이다. 이 번역본은 온켈로스 타르굼과 같은 유대인 타르굼의 탄생으로 이어진 공동체에서 사용되던 아람어로 오경을 번역해야 할 필요성 때문에 만들어졌다. 사마리아인들은 전통적으로 이 타르굼을 기원전 20년경 사망한 사마리아인 사제 나다나엘의 작품으로 본다. 사마리아 타르굼은 세 가지 기본 본문 유형 중 하나에 속하는 사본들로 대표되는 복잡한 본문 전통을 가지고 있으며, 서로 상당한 차이를 보인다. 가장 오래된 이 본문 전통들이 사해 문서와 온켈로스와 공유하는 유사성은 타르굼이 사마리아 오경 자체를 완성한 동일한 학파에서 유래했을 수 있음을 시사한다. 다른 학자들은 타르굼의 기원을 3세기 초 또는 그 이후로 본다. 현존하는 타르굼 사본들은 타르굼 번역자들의 히브리어 이해 부족과 후대 필사자들의 아람어 이해 부족으로 인한 필사 오류 때문에 "사용하기 매우 어렵다."
오리게네스의 헥사플라 주석과 일부 교부들의 저술에는 더 이상 현존하지 않는 "사마레이티콘"(고대 그리스어: το Σαμαρειτικόν)에 대한 언급이 포함되어 있다. 이전에 사마리아 오경을 번역한 일련의 그리스어 주석에 불과하다는 제안에도 불구하고, 학자들은 이제 이것이 사마리아 오경에서 직접 번역되었거나 사마리아 타르굼을 통해 번역된 사마리아 오경의 완전한 그리스어 번역본이라는 데 동의한다. 이것은 이집트에 거주하는 그리스어 사용자 사마리아 공동체를 위해 작성되었을 수도 있다.
레반트의 무슬림 정복 이후 몇 세기 동안 사마리아 아람어가 아랍어로 대체되면서 사마리아 공동체는 오경의 여러 아랍어 번역본을 사용했다. 가장 오래된 것은 900년대 중반 사아디아 가온의 타프시르 라사그(마소라 본문의 아랍어 타르굼)를 각색한 것이었다. 이 본문은 사마리아 공동체에 맞게 수정되었지만, 여전히 변경되지 않은 많은 유대교 판독을 유지했다.
11세기 또는 12세기경, 나블루스에 사마리아 오경에 직접 기반한 새로운 아랍어 번역본이 등장했다. 이 번역본을 담은 사본들은 이중 언어 또는 삼중 언어적 특성으로 주목할 만하다. 아랍어 본문은 평행 열에 원본 사마리아 히브리어와 함께 제공되며, 때로는 세 번째 열에 사마리아 타르굼의 아람어 본문이 포함되기도 한다. 이후에도 다른 아랍어 번역본들이 등장했다. 그 중 하나는 사마리아 오경에 더 부합하도록 사아디아 가온의 번역을 추가로 사마리아적으로 수정한 것이었고, 다른 번역본들은 기독교인들이 사용하던 아랍어 오경 번역본을 기반으로 했다.
2013년 4월, 사마리아 오경의 완전한 영어 번역본이 마소라 판본과 비교되어 출판되었다.

### 주석 및 전례문
서기 4세기 이후 사마리아 공동체 구성원들은 사마리아 오경을 기반으로 한 여러 성경 주석과 기타 신학 문헌을 저술했다. 사마리아인들은 또한 자신들의 오경에서 발췌한 카테나가 포함된 전례 문헌도 사용한다.

## 사본 및 인쇄본

### 아비샤 두루마리
사마리아인들은 나블루스의 사마리아 회당에서 사용되는 아비샤 두루마리에 특별한 중요성을 부여한다. 이 두루마리는 사마리아 전통에 따르면 의식적으로 희생된 숫양 가죽으로 만든 연속된 양피지를 꿰매어 만들었다. 본문은 금색 글자로 쓰여 있다. 양피지의 양쪽 끝에는 장식적인 손잡이가 달린 롤러가 부착되어 있으며, 사용하지 않을 때는 전체가 원통형 은색 케이스에 보관된다. 사마리아인들은 이 두루마리가 아론의 증손자 아비수아(역대상 6:35)에 의해 여호수아의 인도 아래 이스라엘 땅에 들어간 지 13년 후에 쓰여졌다고 주장한다. 그러나 현대 학자들은 이를 12세기에서 14세기 사이에 필사된 여러 단편적인 두루마리의 복합체로 본다. 사마리아 오경의 다른 사본들은 독피지나 면지에 검은 잉크로 쓰여 있다. 이 텍스트의 수많은 사본이 존재하지만, 원본 히브리어 또는 번역본으로 중세 이전의 것은 없다. 이 두루마리에는 학자들이 타슈킬이라고 부르는 암호가 포함되어 있는데, 사마리아인들은 이를 아비수아의 고대 서문으로 간주한다.
나는 아론 제사장의 아들 엘르아살의 아들 비느하스의 아들 아비수아이니, 야훼의 은혜와 영광이 그들에게 있기를—나는 이 거룩한 책을 게리짐산 성막 입구에 기록하였으니, 이스라엘 백성이 사방의 경계선을 따라 가나안 땅을 점령한 지 13년째 되는 해에 기록하였노라. 나는 야훼를 찬양하노라.

### 서구 학계

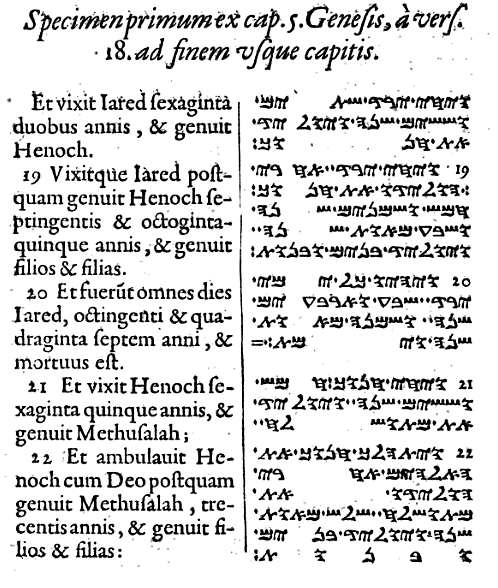
1631년 장 모랭이 사마리아 오경의 첫 출판본으로 출판한 창세기 5:18-22

사마리아 오경에 대한 관심은 1616년 여행가 피에트로 델라 발레가 다마스쿠스에서 이 본문의 사본을 구입하면서 되살아났다. 현재 코덱스 B로 알려진 이 사본은 파리 도서관에 보관되었다. 1631년, 장 모랭이 르 제이의 (파리) 폴리글롯에서 코덱스 B의 편집본을 출판했다. 이는 1657년 월튼의 폴리글롯에서 재출판되었다. 이후 제임스 어셔 대주교 등이 추가 사본을 입수하여 유럽으로, 그리고 나중에는 미국으로 가져왔다.

### 현대 출판물
20세기 후반까지 사마리아 오경의 비평판은 주로 코덱스 B에 기반을 두었다. 이 중 가장 주목할 만한 것은 아우구스트 폰 갈이 편집하여 1918년에 출판한 Der Hebräische Pentateuch der Samaritaner (사마리아인의 히브리어 오경)이다. 여기에는 이전에 출판된 사마리아 오경 사본에서 발견된 변형된 판독을 나열하는 광범위한 비평 장치가 포함되어 있다. 그의 작업은 일부 오류가 있음에도 불구하고 일반적으로 정확하다고 평가받지만, 당시에는 아직 출판되지 않았던 아비샤 두루마리 등 중요한 사본들을 소홀히 했다. 아비샤 두루마리에서 발견된 본문 변형은 1959년 페데리코 페레스 카스트로에 의해, 그리고 1961년에서 1965년 사이에 A.와 R. 사다카에 의해 "유대인과 사마리아인 오경 판본 – 두 본문의 차이에 특별히 초점을 맞춤"이라는 제목으로 출판되었다. 1976년 L.F. 히론-블랑은 1100년경으로 거슬러 올라가는 사마리아 오경 코덱스인 코덱스 애드. 1846을 비평판인 "Pentateuco Hebreo-Samaritano: Génesis"로 출판했으며, 이전에 출판되지 않은 15개의 사본에서 발견된 변형들을 보완했다. 최근 출판된 오경 책의 일부 비평판은 사마리아 변형들을 고려하고 있으며, D.L. 필립스의 출애굽기 판본도 그 중 하나이다.
사마리아 오경의 아랍어 번역본은 21세기 초에 편집 및 출판되었다.
사마리아 타르굼의 본문을 담은 여러 출판물이 등장했다. 1875년, 독일 학자 아돌프 브륄은 그의 Das samaritanische Targum zum Pentateuch(사마리아 오경 타르굼)를 출판했다. 최근에는 아브라함 탈이 편집한 두 권의 세트가 나왔는데, 타르굼 본문을 담은 모든 현존 사본을 기반으로 한 최초의 비평판이다.

## 같이 보기
- 사마리아 히브리어

### 인용
1. 1 2  Florentin, Moshe (2013). 〈Samaritan Pentateuch〉.   Khan, Geoffrey; Bolozky, Shmuel; Fassberg, Steven; Rendsburg, Gary A. Rendsburg; Rubin, Aaron D.; Schwarzwald, Ora R.; Zewi, Tamar. 《Encyclopedia of Hebrew Language and Linguistics》. 레이던 and 보스턴: 브릴 (출판사). doi:10.1163/2212-4241_ehll_EHLL_COM_00000282. ISBN 978-90-04-17642-3.
2. 1 2  Florentin 2005, 1쪽: "사마리아 오경 판본이 17세기 초 서구 세계에 공개되었을 때... [각주: '1632년에 프랑스인 장 모랭은 여행가 피에트로 델라 발레가 16년 전에 다마스쿠스에서 구입했던 사본을 바탕으로 파리의 비블리아 폴리글로타에서 사마리아 오경을 출판했다.]"
3. ↑  Anderson & Giles 2012, 150쪽.
4. ↑  The Canon Debate, McDonald & Sanders editors, 2002, chapter 6: Questions of Canon through the Dead Sea Scrolls by James C. VanderKam, page 94, citing private communication with Emanuel Tov on biblical manuscripts: Qumran scribe type c. 25%, proto-Masoretic Text c. 40%, pre-Samaritan texts c. 5%, texts close to the Hebrew model for the Septuagint c. 5% and nonaligned c. 25%.
5. ↑  Tov, Emanuel (2015). 〈The Samaritan Pentateuch and the Dead Sea Scrolls: The Proximity of the Pre-Samaritan Qumran Scrolls to the SP〉.   Tov, Emanuel. 《Textual Criticism of the Hebrew Bible, Qumran, Septuagint: Collected Essays, Volume 3》. 베투스 테스타멘툼, 보충 자료 167. 레이던: 브릴 (출판사). 387–410쪽. ISBN 978-90-04-27013-8.
6. 1 2  Gaster, T.H. "Samaritans," pp. 190–97 in Interpreter's Dictionary of the Bible, Volume 4. George Arthur Buttrick, gen. ed. Nashville: Abingdon, 1962.
7. ↑  “The Comprehensive Aramaic Lexicon”. HUC.
8. ↑  Vanderkam 2002, p. 91.
9. ↑  현존하는 자료의 부족으로 초기 사마리아인들이 타나크의 다른 책들도 거부했는지는 확실히 알 수 없지만, 3세기 교부 오리게네스는 당대의 사마리아인들이 "모세의 책들만을 받아들였다"고 확인해준다. (요한복음 주해 13:26)
10. ↑  Gaster, M. (1908). 《A Samaritan Book of Joshua》. 《The Living Age》 258. 166쪽.
11. ↑  (에즈라 4:11
12. ↑   Tov 2001, pp. 82–83.
13. ↑  Tov 2001, p. 82
14. ↑  Antiquities XI.7.2; 8.2.
15. ↑  Tov 2001, p. 83.
16. 1 2  Buttrick 1952, p. 35.
17. ↑  Magen, Y. The Temple on Mount Gerizim. Israeli Antiquities Authority.
18. ↑  Brotzman 1994, pp. 64–65.
19. ↑  Tov 2001, p. 81. "Only in recent generations have the Samaritans written a few manuscripts – only for use outside their community – with full vocalization."
20. 1 2 3 4 5 6  Fallows, Samuel; Andrew Constantinides Zenos; Herbert Lockwood Willett (1911). 《대중적 비판적 성경 백과사전 및 성경 사전, 제3권》. 하워드-세버런스. 1701쪽.
21. 1 2  Hjelm 2000, p. 77.
22. 1 2 3 4 5 6 7 8  Purvis, J.D. "Samaritan Pentateuch," pp. 772–775 in Interpreter's Dictionary of the Bible, Supplementary Volume. Keith Crim, gen. ed. Nashville: Abingdon, 1976.  ISBN 9780687192694
23. ↑  Thomson 1919, pp. 289–296.
24. ↑  Thomson 1919, pp. 296–301.
25. 1 2 3 4 5 6 7  Vanderkam 2002, p. 93.
26. ↑  “유대교와 사마리아 오경 판본의 차이 개요”. Web.meson.org. 2011년 12월 5일에 확인함.
27. 1 2  Soggin, J. Alberto (1989). 《구약성서 개론: 기원에서 알렉산드리아 정경 폐쇄까지》. 웨스트민스터 존 녹스 프레스. 26쪽. ISBN 9780664221560. "그러나 적어도 신명기 27:4-7의 한 경우에는 사마리아 오경의 '게리짐' 읽기가 시그마와 고대 라틴어에 의해 확인되었으며, 나블루스 위에 서 있는 다른 산인 에발을 가진 마소라 본문보다 선호되는 것으로 보인다."
28. ↑  “신명기 – 병행 오경”. 2016년 8월 20일에 원본 문서에서 보존된 문서. 2014년 1월 5일에 확인함.
29. ↑  신명기 27:4
30. ↑  신명기 27:4–7
31. ↑  Charlesworth, James H. “알려지지 않은 사해 문서의 발견: 신명기 27장의 원문인가?”. Ohio Wesleyan Magazine. 2015년 11월 26일에 원본 문서에서 보존된 문서. 2017년 10월 11일에 확인함. 새로 출판된 신명기 사해 문서 파편은 신명기 27:4에 "에발" 대신 "게리짐"이 있다.
32. ↑  민수기 12:1
33. ↑  Tsedaka, Benyamim, and Sharon Sullivan, eds. The Israelite Samaritan Version of the Torah: First English Translation Compared with the Masoretic Version. Wm. B. Eerdmans Publishing, 2013. ISBN 978-0802865199
34. ↑  출애굽기 15:3
35. ↑  민수기 23:4
36. ↑  Thomson 1919, p. 312.
37. ↑  창세기 50:23
38. ↑  Vanderkam 2002, p. 94.
39. ↑  출애굽기 12:40
40. ↑   Easton, Matthew George (1897). 〈Samaritan Pentateuch〉. 《Easton's Bible Dictionary》 New a revis판. T. Nelson and Sons.
41. ↑  창세기 22:2
42. ↑  Barton 1903, p. 31
43. ↑  Thomson 1919, pp. 312–313.
44. ↑  Du Pin, Louis Ellies (1699). 《구약과 신약 성경의 정경과 저자들에 대한 완벽한 역사, 제1권》. H. 로즈. 167쪽.
45. ↑  Pamphili, 에우세비우스. “에우세비우스 연대기: 히브리어 연대기”. 번역 로버트 베드로시안. 히스토리 워크숍. 2012년 7월 10일에 확인함.
46. ↑  Montgomery 1907, p. 286.
47. ↑  Montgomery 1907, p. 288.
48. ↑  Thomson 1919, pp. 275–276.
49. ↑  Saebo, Magne (2008). 《히브리어 성경 / 구약성경: 그 해석의 역사》. 반덴후크 & 루프레히트. ISBN 9783525539828.
50. ↑  Kennicott 1759, p. 32.
51. ↑  Kennicott 1759, p. 20.
52. ↑  Gesenius, Wilhelm (1815). 《사마리아 오경의 기원, 특성 및 권위에 대한 비판적-언어학적 주해》. 할라에.
53. ↑  Vanderkam 2002, pp. 92–93.
54. ↑  Montgomery 1907, p. 288.
55. ↑  Kahle, Paul. Theologische Studien und Kritiken 88 (1915): 399–429.
56. ↑  몇 가지 예시로는 일반적으로 4QpaleoExodm, 4QExod-Levf, 4QNumb로 지정된 사해 문서 사본들이 있다. Vanderkam 2002, p. 95를 참조.
57. ↑  Tov 2001, p. 80.
58. ↑  Vanderkam 2002, p. 95.
59. ↑  Vanderkam 2002, p. 106.
60. ↑  Vanderkam 2002, p. 110.
61. ↑  Skehan, Patrick, Eugene Ulrich and Judith Sanderson (1992).  Discoveries in the Judean Desert, Volume IX.  Quoted in Hendel, Ronald S.  "Assessing the Text-Critical Theories of the Hebrew Bible After Qumran," p. 284 in Lim, Timothy and John Collins (2010).  The Oxford Handbook of the Dead Sea Scrolls. Oxford: Oxford University Press.  ISBN 978-0-19920723-7.
62. ↑  프랭크 무어 크로스 하버드 신학 평론 1966년 7월 "사마리아 오경의 언어에는 고풍스러운 형태와 의사 고풍스러운 형태도 포함되어 있는데, 이는 분명히 마카베오 이후 시대를 그 연대로 시사한다"
63. 1 2 3 4   본 문서에는 현재 퍼블릭 도메인에 속한 1913년 가톨릭 백과사전의 내용을 기초로 작성된 내용이 포함되어 있습니다.
64. ↑  Crown, Alan David (2001). 《사마리아 서기관과 사본》 (영어). 모어 지벡. 18쪽. ISBN 978-3-16-147490-3.
65. ↑  Buttrick 1952, p. 57.
66. 1 2 3  Brotzman 1994, p. 66.
67. ↑  Marcos, Natalio (2000). 《맥락 속의 70인역: 그리스어 성경 번역본 소개》. 브릴. 168쪽. ISBN 9789004115743.
68. ↑  Crown, Alan David (2001). 《사마리아 서기관과 사본》 (영어). 모어 지벡. 23쪽. ISBN 978-3-16-147490-3.
69. ↑  Crown, Alan David (2001). 《사마리아 서기관과 사본》 (영어). 모어 지벡. 24쪽. ISBN 978-3-16-147490-3.
70. ↑  Crown, Alan David (2001). 《사마리아 서기관과 사본》 (영어). 모어 지벡. 25쪽. ISBN 978-3-16-147490-3.
71. ↑  Tsedaka, Benyamim; Sharon Sullivan (2012). 《이스라엘 사마리아 오경 판본: 마소라 판본과 비교한 첫 번째 영어 번역본》. 미국 미시간주 그랜드 래피즈: 윌리엄 B. 이어드만스 출판사. ISBN 9780802865199.
72. ↑  Montgomery 1907, pp. 293–297.
73. ↑  Montgomery 1907, pp. 297–298.
74. ↑  Barton 1903, p. 9.
75. ↑  Barton 1903, pp. 9–10.
76. ↑  아비샤 두루마리는 신명기 5장 본문 기둥 사이에 삽입된 주석에서 이 주장을 한다. (Montgomery 1907, p. 287)
77. ↑  Eshel 2003, p. 215.
78. ↑  Exercitationes ecclesiasticae in utrumque Samaritanorum Pentateuchum, 1631
79. ↑  Cowper, B. Harris (1863). 《성서 문헌 및 성경 기록 저널》. 윌리엄스와 노르게이트. 131쪽.
80. ↑  엘리스 R. 브로츠만은 갈의 판본이 "준비에 사용된 원칙 때문에 주의해서 사용해야 한다"고 지적한다. (Brotzman 1994, p. 66.)
81. ↑  Phillips, D.L. Hebrew-English: Paleo Exodus: Scripture at the End of the Iron II Period. Edwin Mellen, 2004.
82. ↑  사마리아 오경의 아랍어 번역본 - 제1권: 창세기-출애굽기. 제2권: 레위기-민수기-신명기, 히브리어 및 아랍어. 셰하데, 하십, 이스라엘 과학 및 인문학 아카데미. 2002
83. ↑  Tal, Abraham F. (1981). 《오경의 사마리아 타르굼: 비평판 (2권)(히브리어 및 관련 주제의 텍스트 및 연구, 5.)》. 텔아비브: 텔아비브 대학교.

## 참고 문헌
- Tsedaka, Benyamim, and Sharon Sullivan, eds. 이스라엘 사마리아 오경 판본: 마소라 판본과 비교한 첫 영어 번역본. Wm. B. Eerdmans Publishing, 2013. ISBN 978-0-80286519-9
- Shoulson, Mark E, compiler 2008. The Torah: Jewish and Samaritan versions compared (히브리어). Evertype. ISBN 1-904808-18-2 / ISBN 978-1-904808-18-3.
- Schorch, Stefan (2004년 6월 3일). Die Vokale des Gesetzes: Die samaritanische Lesetradition als Textzeugin der Tora (Beihefte zur Zeitschrift für die alttestamentliche Wissenschaft) (독일어판, Walter de Gruyter). ISBN 3-11-018101-0 / ISBN 978-3-11-018101-2
- A.C. Hwiid, Specimen ineditae versionis Arabico-Samaritanae, Pentateuchi e codice manuscripto Bibliothecae Barberinae (Rome, 1780).
- A.S. Halkin, “The Scholia to Numbers and Deuteronomy in the Samaritan Arabic Pentateuch,” Jewish Quarterly Review 34 n.s. (1943–44): 41–59.
- T.G.J. Juynboll, “Commentatio de versione Arabico-Samaritana, et de scholiis, quae codicibus Parisiensibus n. 2 et 4 adscripta sunt,” Orientalia 2 (1846), pp. 113–157.

## 더 읽어보기
- "다른 토라", Chavie Lieber, 2013년 5월 14일, tabletmag.com